# Lucas Soto
Lucas Sebastián Soto Olivares (Quillota, Chile, 24 de febrero de 2003) es un futbolista chileno que se desempeña como Mediocentro ofensivo y milita en Everton de la Primera División de Chile.

## Trayectoria
Surgido de las divisiones inferiores de Colo-Colo, es promovido al primer equipo por el entrenador Gustavo Quinteros, recibiendo su primera convocatoria para disputar el duelo válido por la fecha 17 del Campeonato Nacional 2022 el día 10 de Julio contra Deportes La Serena en el Estadio Monumental, encuentro que terminó con la victoria por 3-0 del conjunto albo. En dicho partido, el jugador hace su debut oficial en el profesionalismo al ingresar a los 80' en reemplazo de Gabriel Costa, con la camiseta número 28 en su espalda. Aquel partido estuvo marcado por la presencia de juveniles en el cuadro albo tras varias ausencias de titulares, así también por el ambiente de lluvia.

## Estadísticas
| Club              | Div.       | Temporada  | Liga  | Liga  | Copas nacionales | Copas nacionales | Torneos internacionales | Torneos internacionales | Total | Total |
| Club              | Div.       | Temporada  | Part. | Goles | Part.            | Goles            | Part.                   | Goles                   | Part. | Goles |
| ----------------- | ---------- | ---------- | ----- | ----- | ---------------- | ---------------- | ----------------------- | ----------------------- | ----- | ----- |
| Colo-Colo · Chile | 1.ª        | 2021       | 1     | 0     | 0                | 0                | —                       | —                       | 1     | 0     |
| Colo-Colo · Chile | 1.ª        | 2022       | 1     | 0     | 0                | 0                | —                       | —                       | 1     | 0     |
| Colo-Colo · Chile | 1.ª        | 2023       | 0     | 0     | 0                | 0                | —                       | —                       | 0     | 0     |
| Colo-Colo · Chile | Total club | Total club | 2     | 0     | 0                | 0                | 0                       | 0                       | 2     | 0     |
| Total club        | Total club | Total club | 2     | 0     | 0                | 0                | 0                       | 0                       | 2     | 0     |
| 1.                |            |            |       |       |                  |                  |                         |                         |       |       |

## Palmarés

### Títulos nacionales
| Título           | Club               | País  | Año  |
| ---------------- | ------------------ | ----- | ---- |
| Primera División | C. S. D. Colo-Colo | Chile | 2022 |
| Primera División | C. S. D. Colo-Colo | Chile | 2024 |